# Mohamed El Hankouri
Mohamed El Hankouri (Róterdam, 1 de julio de 1997) es un futbolista neerlandés que juega como delantero en el Standard de Lieja de la Primera División de Bélgica. Es internacional en categorías inferiores con Marruecos.

## Trayectoria
Se formó en las categorías inferiores del Feyenoord. Debutó con el primer equipo el 27 de agosto de 2016 en un partido de la Eredivisie contra el Excelsior Rotterdam. Entró como sustituto de Steven Berghuis en el minuto 81, en la victoria por 4-1 del partido en casa. El 16 de enero de 2019, completó su fichaje por el F. C. Groningen yendo cedido primero por lo que queda de temporada, tras lo cual firmará un contrato de dos años para un traslado permanente.
En junio de 2022 el club alemán 1. F. C. Magdeburgo, recién ascendido a la 2. Bundesliga, anunció su fichaje para la temporada 2022-23. Allí permaneció tres campañas y en agosto de 2025 fichó por el Standard de Lieja con un contrato de dos años más un tercero opcional.

## Selección nacional
Nació en los Países Bajos y es de ascendencia marroquí. Representó a la selección sub-20 de Países Bajos en un amistoso contra la selección sub-20 de Francia el 14 de noviembre de 2016 (1-1). Recientemente representó a la Marruecos sub-23 en un empate amistoso 1-1 con la Túnez sub-23 el 9 de septiembre de 2018, marcando el único gol de su equipo.

## Vida personal
Es el hermano mayor del futbolista marroquí Redouan El Hankouri.

## Estadísticas

### Clubes
Actualizado al último partido disputado el 11 de mayo de 2022.
| Club                              | Div.          | Temporada     | Liga  | Liga  | Copas nacionales | Copas nacionales | Copas internacionales | Copas internacionales | Total | Total |
| Club                              | Div.          | Temporada     | Part. | Goles | Part.            | Goles            | Part.                 | Goles                 | Part. | Goles |
| --------------------------------- | ------------- | ------------- | ----- | ----- | ---------------- | ---------------- | --------------------- | --------------------- | ----- | ----- |
| Feyenoord · Países Bajos          | 1.ª           | 2016-17       | 1     | 0     | 1                | 0                | —                     | —                     | 2     | 0     |
| Willem II Tilburgo · Países Bajos | 1.ª           | 2017-18       | 21    | 0     | 4                | 0                | —                     | —                     | 25    | 0     |
| Willem II Tilburgo · Países Bajos | Total club    | Total club    | 21    | 0     | 4                | 0                | 0                     | 0                     | 25    | 0     |
| Feyenoord · Países Bajos          | 1.ª           | 2018-19       | 5     | 0     | 1                | 0                | —                     | —                     | 6     | 0     |
| Feyenoord · Países Bajos          | Total club    | Total club    | 6     | 0     | 2                | 0                | 0                     | 0                     | 8     | 0     |
| F. C. Groningen · Países Bajos    | 1.ª           | 2019-20       | 21    | 0     | 2                | 0                | —                     | —                     | 23    | 0     |
| F. C. Groningen · Países Bajos    | 1.ª           | 2020-21       | 34    | 3     | 0                | 0                | —                     | —                     | 34    | 3     |
| F. C. Groningen · Países Bajos    | 1.ª           | 2021-22       | 30    | 1     | 3                | 1                | —                     | —                     | 33    | 2     |
| F. C. Groningen · Países Bajos    | Total club    | Total club    | 85    | 4     | 5                | 1                | 0                     | 0                     | 90    | 5     |
| Total carrera                     | Total carrera | Total carrera | 112   | 4     | 11               | 1                | 0                     | 0                     | 123   | 5     |